# Wyndham Knatchbull-Hugessen (3e baron Brabourne)
Wyndham Wentworth Knatchbull-Hugessen, 3e baron Brabourne, (21 septembre 1885-11 mars 1915) est un pair et soldat britannique. Il est mort au combat durant la Première Guerre mondiale.

## Biographie
Il est le petit-fils d'Edward Knatchbull-Hugessen, homme politique libéral de l'époque victorienne, ministre-adjoint aux Colonies sous le Premier ministre William Ewart Gladstone et fait baron en 1880. Son fils Edward, père de Wyndham, est brièvement député libéral de Rochester à la Chambre des communes avant d'hériter en 1893 du titre de 2e baron Brabourne et de siéger à la Chambre des lords. Wyndham est le seul fils du 2e baron à atteindre l'âge adulte,.
Éduqué au collège d'Eton, Wyndham Knatchbull-Hugessen passe plusieurs années au Paraguay pour y étudier les oiseaux, en rapportant une « collection » au British Museum en 1908. Il hérite du titre de baron, et d'un siège à la Chambre des lords, à la mort de son père en décembre 1909. En 1910 il entame une carrière militaire dans les Grenadier Guards, devenant toutefois réserviste l'année suivante afin de se consacrer à ses travaux d'étude des oiseaux.

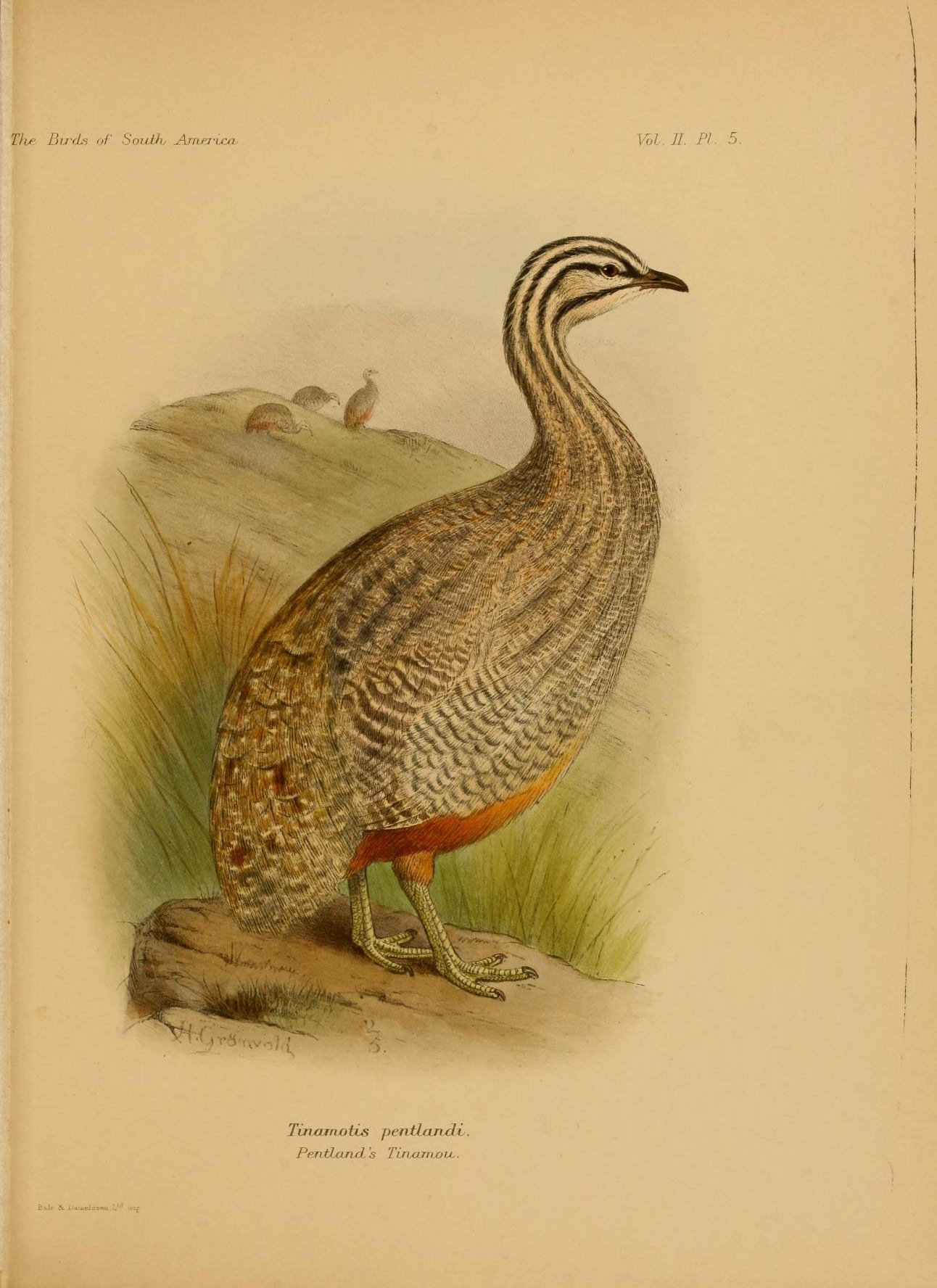
Illustration par Henrik Grönvold du tinamou quioula, dans le second volume de l'ouvrage The Birds of South America (1917).

Avec l'ornithologue Charles Chubb, il se lance en 1910 dans un ambitieux projet de publier un recueil d'études sur les oiseaux d'Amérique du Sud en seize volumes. Le premier volume, The Birds of South America en 504 pages, est publié à Londres en 1912. Les deux hommes publient également trois articles ensemble dans le Journal of Natural History entre 1911 et 1915, respectivement sur les oiseaux du genre Rhea, ceux du genre Tinamus et ceux du genre Crypturellus, et sont à l'origine de la classification de ce dernier. En juillet 1912 le jeune baron part au Pérou pour y étudier les oiseaux. Il y reste jusqu'à ce qu'éclate la Grande Guerre, et se « précipite » alors de rentrer au Royaume-Uni et rejoindre les Grenadier Guards. Fait 2d lieutenant dans le 1er bataillon de ce régiment d'infanterie, il est tué au combat à la bataille de Neuve-Chapelle le 11 mars 1915, à l'âge de 29 ans,.
Le second volume du recueil The Birds of South America demeure incomplet au moment de sa mort, mais sera complété et publié à titre posthume en 1917, avec l'appui du naturaliste Henrik Grönvold. Quant à son titre de baron, Wyndham Knatchbull-Hugessen étant mort célibataire et sans descendance, c'est son oncle Cecil -linguiste, avocat, homme d'affaires et joueur de cricket- qui en hérite,.
Wyndham Knatchbull-Hugessen est commémoré au mémorial Le Touret près de Neuve-Chapelle. Il est également l'un des quarante-trois parlementaires britanniques morts durant la Guerre et commémorés par un mémorial à Westminster Hall, dans l'enceinte du palais de Westminster où siège le Parlement.

## Distinctions
- Médaille du couronnement du roi George V (30 juin 1911)